# Poimenesperus griseomarmoratus
Poimenesperus griseomarmoratus là một loài bọ cánh cứng trong họ Cerambycidae.